# Magnolia oblonga
Magnolia oblonga är en magnoliaväxtart som först beskrevs av Nathaniel Wallich, Joseph Dalton Hooker och Thomas Thomson, och fick sitt nu gällande namn av Richard B. Figlar. Magnolia oblonga ingår i släktet Magnolia och familjen magnoliaväxter. Inga underarter finns listade i Catalogue of Life.